# خورمتا (سقز)
قرية خورمتا (بالكردية: خوڕەمتا) هي إحدى القرى التابعة لـذو الفقار في ريف قسم سرشيو من مقاطعة سقز، في محافظة كردستان الإيرانية.

## السكان
حسب إحصاءات سنة 2006، بلغ إجمالي السكان في خورمتا 137 نسمة وعدد المساكن 34 مسكن. لغة سكان خورمتا هي اللغة الكردية و هم من أهل السنة والجماعة والمذهب الشافعي.